# Veruela
Veruela é um município de  segunda classe de renda municipal (d) na província Agusan do Sul, nas Filipinas. De acordo com o censo de 1 de maio  de  2020 possui uma população de 39 708 pessoas e 9 637 domicílios.